# Museumlijnbrug
De Museumlijnbrug (Brug 161P) is een complex van twee viaducten in Rijksweg 10 in Amsterdam-Zuid. De twee viaducten aangeduid met Museumlijnbrug Noord en Museumlijnbrug Zuid voeren over het spoor van de Electrische Museumtramlijn Amsterdam, dat is aangelegd op het traject van de voormalige Spoorlijn Aalsmeer - Amsterdam Willemspark. De viaducten maken deel uit van een stelsel viaducten over de tramlijn. Van noord naar zuid liggen over de tramlijn:
- Museumlijnbrug Noord; een viaduct in de A10 richting westen
- Museumlijnmetrobrug; een viaduct voor de ringlijn in beide richtingen
- Museumlijnspoorbrug; een viaduct voor het spoor richting westen
- Museumlijnspoorbrug; een viaduct voor het spoor richting oosten
- Museumlijnbrug Zuid; een viaduct in de A10 richting oosten.

## Museumlijnbrug
In 1968 werd er grond bouwrijp voor de komst van een tweetal viaducten in de Rijksweg 4 over het spoorlijntje. Het spoorlijntje was daarvoor nog in gebruik voor goederenvervoer en aan- en afvoer van bouwmaterialen. Een viaductstelsel was nodig in de verbinding tussen de Rijksweg 4 en de Rijksweg 2. Er moesten twee viaducten gebouwd worden, want er werd al rekening gehouden met de aanleg van het spoor. In maart 1972 kon gemotoriseerd vervoer vanaf de Rijksweg 4 tot aan de Amstelveenseweg geraken. Ook daar lagen de wegdelen ver uit elkaar in verband met de toekomst.  Een aantal jaren daarna werd het traject toegevoegd aan de nog te completeren Rijksweg 10.

## Museumlijnspoorbrug
Veel rust was er niet voor de dijklichamen. Want al snel werd er door de Nederlandse Spoorwegen gebouwd aan kunstwerken in de eerste aanzet van de Schiphollijn op het traject tussen Station Schiphol Airport en Station Amsterdam Zuid. Op 20 december 1978 reden de eerste treinen over het genoemde baanvak, dat toen nog geen aansluiting had op het landelijk spoornet. Ook tijdens de bouw van deze brug werd gebruik gemaakt van de oude spoorlijn voor aan- en afvoer van materiaal en materieel. In de periode 2012-2016 vond een spoorverdubbeling plaats met een nieuw viaduct.

## Museumlijnmetrobrug
Nog was het niet gedaan met werken aan deze kruising van spoorgerelateerd vervoer. Rond 1995 werd er gewerkt aan de Metrolijn 50 en ook deze rails moesten gedragen worden door een viaduct (brug 1646). In juli 1997 werd de lijn in gebruik genomen.

## Ruimte
Gedurende 2018 werd er gewerkt aan de breedte onder de viaducten. Er kwamen nieuwe keerwanden waardoor het mogelijk was naast het onderliggende spoor ook een voetpad (Oostzijde) en fietspad (Westzijde) in het verlengde van het Piet Kranenbergpad aan te leggen. Tegelijkertijd konden voor de tram nieuwe rails en bovenleidingen worden geplaatst. Door de werkzaamheden kon de museumtram niet rijden; pas in oktober 2018 kon er weer gereden worden; dat was vlak voor de sluiting van het seizoen, alhoewel er in december 2018 nog een rit volgde voor donateurs. Het begin van het seizoen 2019 reed de tram weer.

## Naamgeving
De viaducten gingen vanaf oplevering naamloos door het leven met alleen een aanduiding met brugnummer (behalve de spoorbrug). De gemeente Amsterdam vernoemde op 16 november 2017 in een grote actie de spoorbruggen. De tenaamstelling van de metrobruggen volgde op 23 november 2017; die van de verkeersbruggen op 8 december van dat jaar.